# Wellingdorf

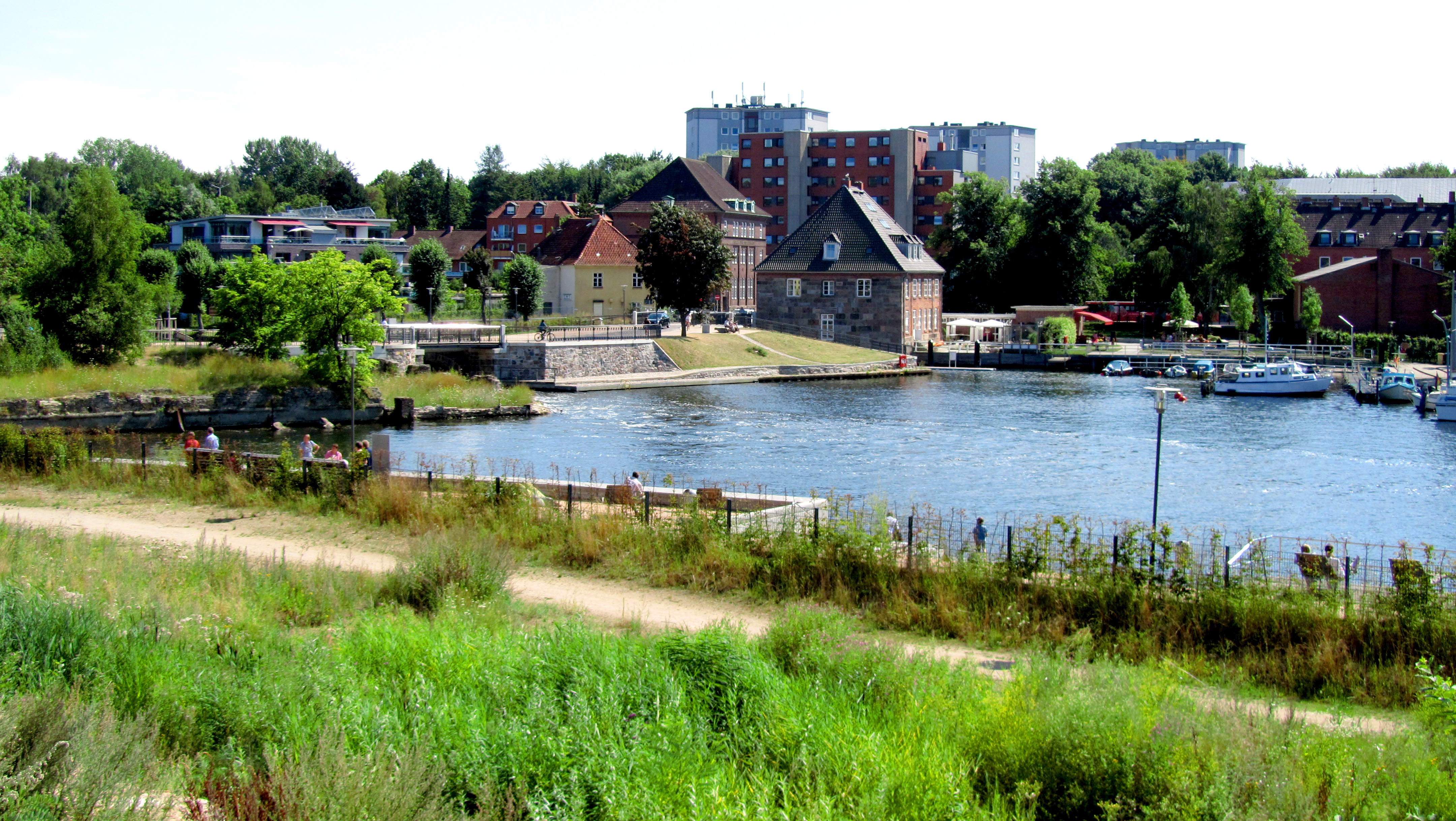
Restaurierte Schwentinebrücken (2010)

Wellingdorf ist ein Stadtteil der Landeshauptstadt Kiel.

## Geographie

### Geographische Lage
Der Stadtteil Wellingdorf befindet sich auf dem Ostufer der Kieler Förde an der Mündung der Schwentine auf ihrem südlichen Ufer.

### Benachbarte Stadtteile
Wellingdorf grenzt nördlich mit der Schwentine an Neumühlen-Dietrichsdorf und die Siedlung Oppendorf, westlich an Kiel-Ellerbek und südlich an Elmschenhagen (mit Kroog). Im Kreis Plön grenzen Schwentinental und Schönkirchen an Wellingdorf.

## Geschichte
Der Ort Wellingdorf wurde 1315 zum ersten Mal erwähnt. Sein Name könnte aus der Landschaft entstanden sein, da sein alter Name "Belendorp" (bel=ballig/wellig) sich auf die damalige hügelige Landschaft bezieht. Wellingdorf war ein reines Bauerndorf, dessen Häuser rechts und links der Schönberger Straße lagen. Diese verband alle Dörfer des Ostufers mit der Stadt Kiel und der Probstei. Um 1855 lebten in Wellingdorf 366 Einwohner, die sich ausschließlich von der Landwirtschaft ernährten.
Bis zum Jahr 1985 endete in Wellingdorf die Linie 4 der ehemaligen Kieler Straßenbahn.
1991 wurde der Film Youth Wars – Beobachtungen in der deutschen Provinz überwiegend in Wellingdorf gedreht. 

### Ostpreußische Fischer
Als im Januar 1945 die Ostpreußische Operation begann, flohen die meisten Ostpreußen nach Schleswig-Holstein. Zu anderthalb Millionen Einheimischen kamen gut 1,2 Millionen Flüchtlinge.

#### Möltenort
Mit dem eigenen Kutter und 12 bis 15 Flüchtlingen an Bord gelangten die Fischer aus Pillau an die Kieler Förde. Vor allem in Möltenort schufen sie sich eine neue Existenz. Die Bedingungen waren sehr günstig: Im Zweiten Weltkrieg waren die meisten Kieler Fischer eingezogen und ihre Schiffe durch die Luftangriffe auf Kiel zerstört worden; der Fischbestand der Ostsee war ungewöhnlich gut, weil im Krieg kaum gefischt werden konnte; und die Fischer aus dem Samland verfügten über modernes Fanggerät und starke Schiffe. Sie hatten viel Erfahrung mit der Schleppnetzfischerei und der Treibnetzfischerei. Sie führten die Gespannfischerei ein, bei der auf den Einsatz von Scherbrettern verzichtet werden konnte. Von den Dänen übernahmen sie die Fischerei mit Treibangeln, die sich mit den Netzen bei Lachsen und Dorschen bewährten. Die alten Möltenorter Fischer blieben ihren Fangmethoden treu und fischten in Küstennähe. Als es Ende der 1940er Jahre nicht mehr genügend Fisch zu fangen gab, besannen sich die Ostpreußen auf ihre heimischen Fanggründe und die Lachsfischerei. Ende 1948 lief der erste Lachsfischer von Möltenort in die östliche Ostsee aus. Allein in Möltenort lagen zuletzt 80 Kutter und unzählige Nebenerwerbsbetriebe. Möltenort entwickelte sich zum bedeutendsten Hafen an der westlichen Ostseeküste. In Wellingdorf wurde die Andreasgemeinde zur neuen Heimat der „Flüchtlingsfischer“.

#### Seefischmarkt

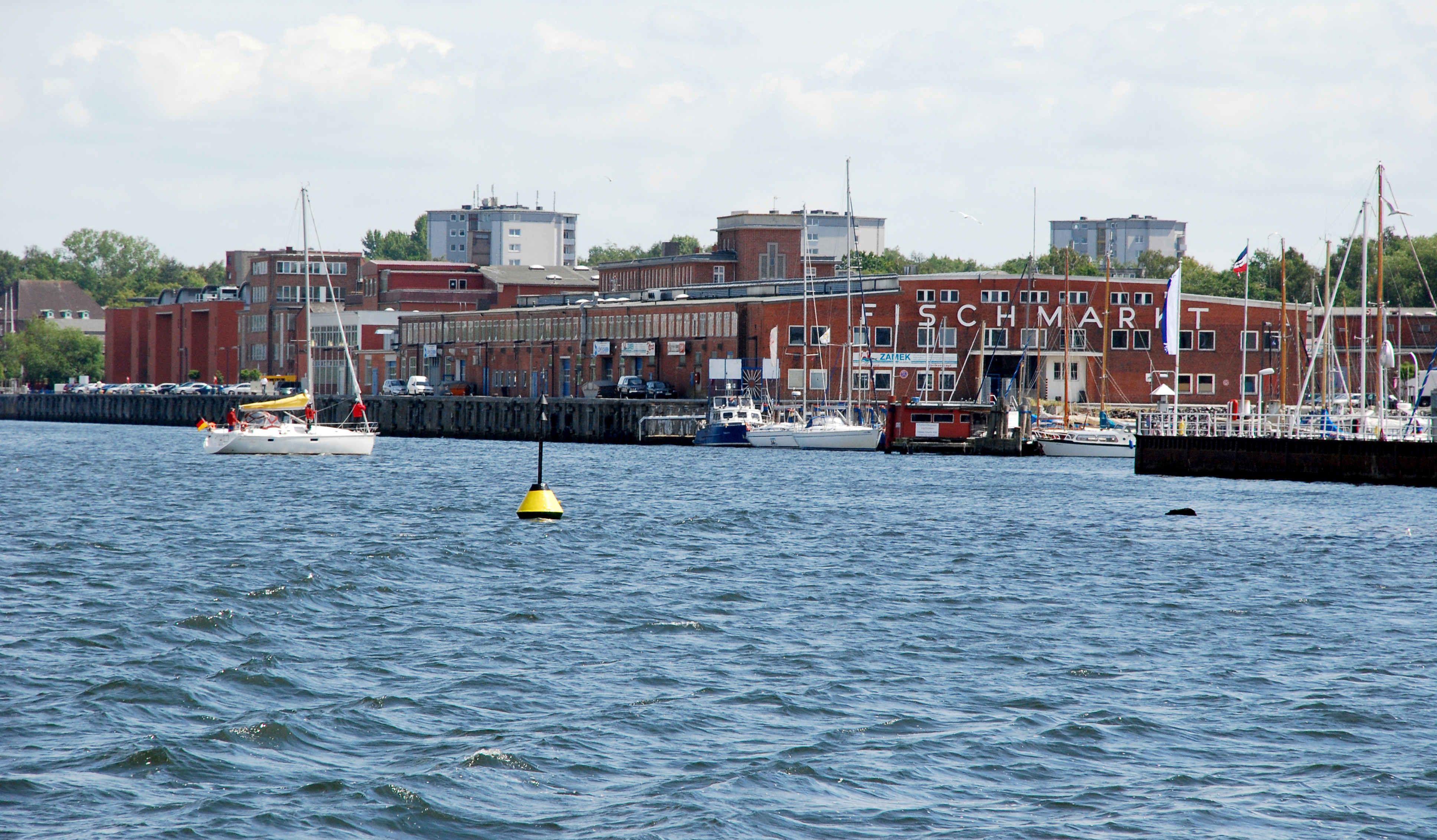
Seefischmarkt

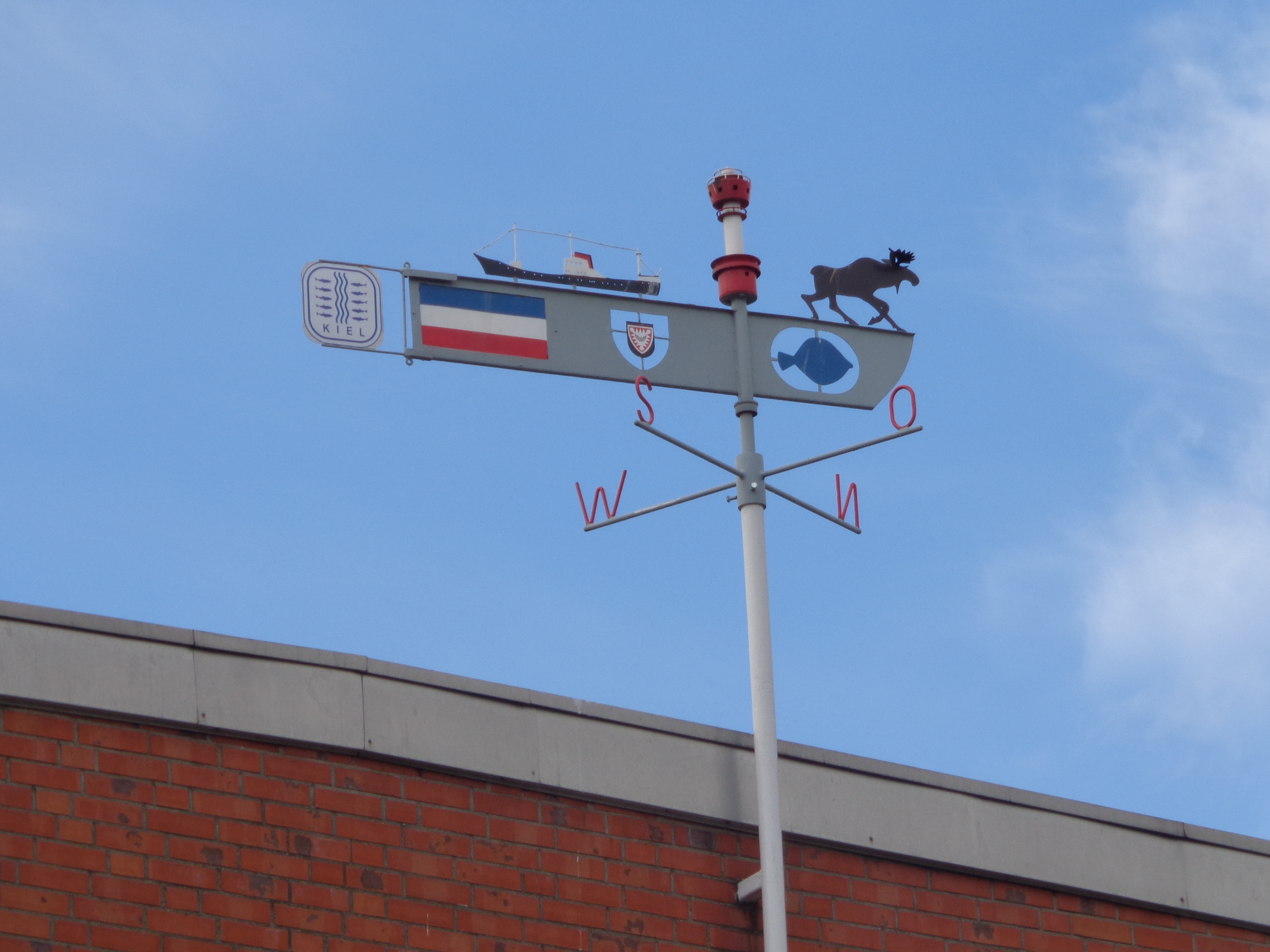
Wetterfahne über dem Osttor der Markthalle

Die Fischanlandungen stiegen ab 1947 mit 5865 Tonnen stark an. Die Seefischhalle am Sartorikai wurde zu klein. Zwar hatte man schon 1938 in Wellingdorf mit dem Bau des großen Seefischmarkts begonnen; die kurz vor Kriegsbeginn fertiggestellten Gebäude waren aber durch den Bombenkrieg zerstört worden. Stadt und Land gründeten 1948 die Betreibergesellschaft für den Kieler Seefischmarkt; am 6. März unterzeichnete Andreas Gayk den Gesellschaftervertrag.

„Alle Anlandungen von Fischen und Fischereierzeugnissen sowie Schalen- und Krustentieren der Hochsee- und Küstenfischerei im Gebiet der Kieler Förde sind bei der Kieler Seefischmarkt GmbH in Kiel Wellingdorf als Annahme- und Verteilungsstelle anzudienen.“

Die Kieler Seefischmarkt GmbH übertrug die Rechte für die Annahme und Verteilung des Fisches auf die Arbeitsgemeinschaft Kieler Fischmarkt; sie bestand aus neun Fischgroßhandelsfirmen und Fischereigenossenschaften. Mit der ersten Anlandung am 1. Juli 1949 übernahm sie für 20 Jahre die Aufgabe als Mittler zwischen Erzeugern und Händlern.
Die Wetterfahne auf dem Gebäude 1 (der Markthalle) ist ein Wahrzeichen des Seefischmarktes. Der Elch symbolisiert die Eingliederung der vielen Fischer aus den verlorenen Ostgebieten des Deutschen Reiches. Der Fischdampfer steht für die moderne Hochseefischerei, die für einen Seefischmarkt lebenswichtig ist. Der Leuchtturm in der Mitte soll Kiel als Ansteuerungspunkt zeigen (Der Leuchtturm Kiel wurde von der Fa. Ambau auf dem Seefischmarkt gebaut).
Der Butt darunter steht für die schleswig-holsteinische Kutterfischerei. Das Kieler Wappen und die Landesfarben deuten auf die Gesellschafter der Kieler Seefischmarkt GmbH. Das abschließende Firmenlogo besteht seit Anfang der 1950er Jahre.

## Kultur und Sehenswürdigkeiten
Im Bereich des Stadtteils Wellingdorf befinden sich die in der Liste der Kulturdenkmale in Kiel-Wellingdorf gelisteten Denkmale.
In der Schönberger Straße Höhe 1-52 findet alljährlich ein kleines Stadtteilfest statt.

## Wirtschaft und Infrastruktur

### Unternehmen
In Wellingdorf hat die Universität Kiel das Helmholtz-Zentrum für Ozeanforschung Kiel (GEOMAR) im Bereich des Seefischmarkts angesiedelt. Daneben ist im Gebiet des Stadtteils der Firmensitz der Coop e.G. und der Firma IBAK.

### Schulen
In Wellingdorf gibt es das Gymnasium Wellingdorf und die Theodor-Storm-Schule, eine Grund- und Gemeinschaftsschule.
Bis zum Ende des Zweiten Weltkrieges gab es eine gemischte (Mädchen/Knaben) Volksschule in der Wischhofstraße. Das Schulgebäude und die separate Turnhalle wurden Anfang der dreißiger Jahre erbaut. Vorher war diese Schule am Ufer der Schwentine (heutiges Geomar-Gelände). Das neue Schulgebäude und die Turnhalle wurden im Krieg durch Bomben völlig zerstört.

### Verkehr
Der Ostring (Bundesstraße 502) führt den Motorisierten Individualverkehr durch das Zentrum des Stadtteils. In südlicher Parallellage erstreckt sich teilweise die Bahnstrecke Kiel Süd–Schönberger Strand mit dem ehemaligen Bahnhof. Der Stadtteil hat daneben einen Anleger für die Linie F2 der Schlepp- und Fährgesellschaft Kiel, die den Ort mit der Reventloubrücke am Westufer der Kieler Förde verbindet.